# Lourens de Groot
Lourens de Groot (Rotterdam, 21 oktober 1874 - Bilthoven, 4 november 1963) was een Nederlands politicus.
De Groot was een middenstander (schilder) die in 1918 dankzij de toenmalige regels over voorkeurstemmen vrij onverwacht in de Tweede Kamer kwam. Hij was woordvoerder voor Economische Zaken van de liberalen in de Tweede Kamer. Hij speelde echter vooral een belangrijke rol in de Rotterdamse gemeentepolitiek waarin hij namens de liberalen twee periodes als wethouder van onderwijs optrad. Hij was een belangrijke middenstandsvoorman in het interbellum.
De Groot werd Ridder in de Orde van Oranje-Nassau in 1954. Hij overleed in Huize het Oosten in Bilthoven.
- Biografisch Portaal: 75675329
- Parlement.com: vg09ll19amvd